# 竹下通り

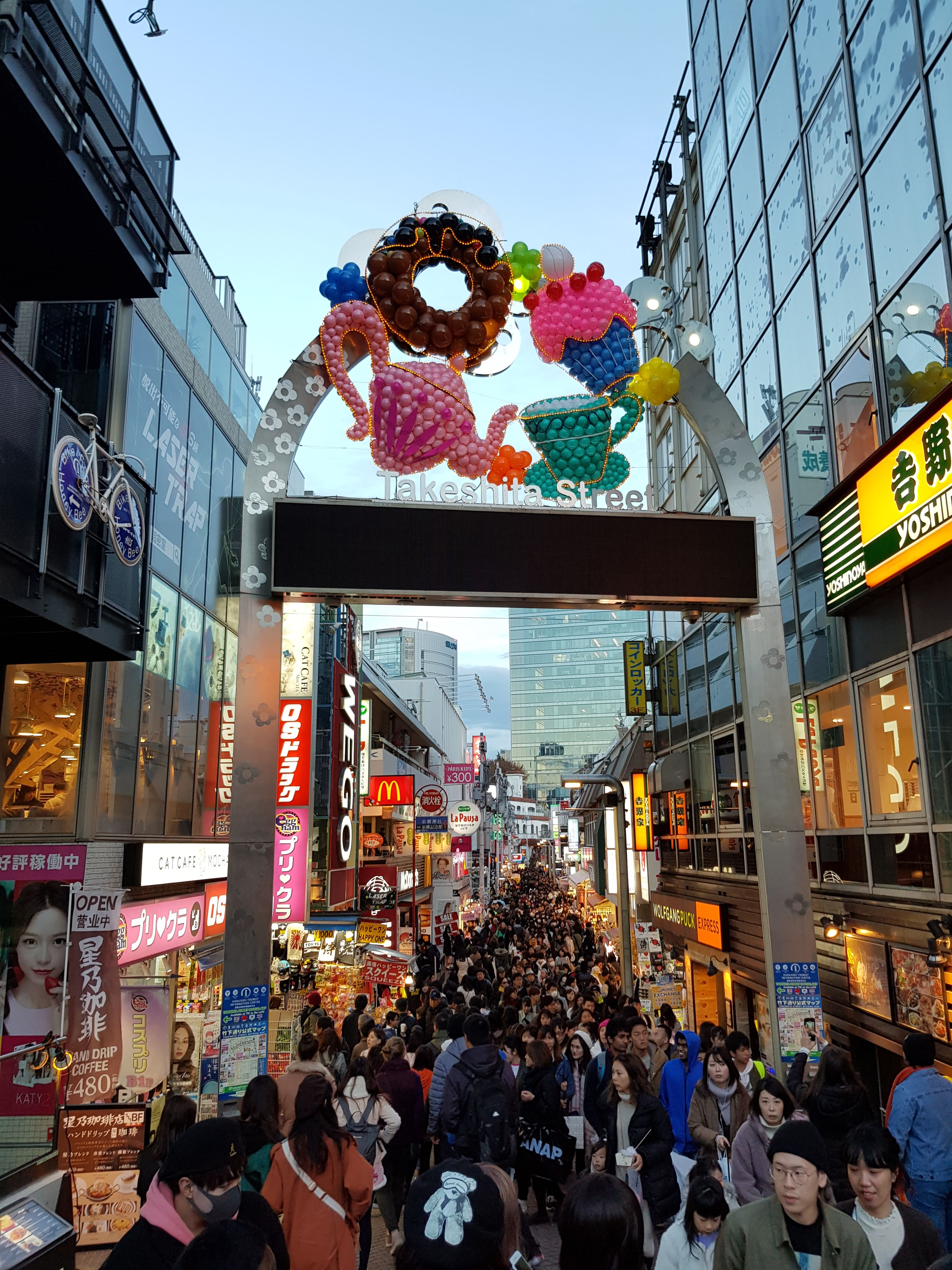
原宿駅側から見た竹下通り入口（2018年）

竹下通り（たけしたどおり）は、東京都渋谷区神宮前あるいは原宿にある商店街である。様々な店舗が軒を連ね、特に週末や休日、夏休み、春休み等は多くの客で賑わう。

## 概要
原宿駅から明治通りに向かって緩やかに下る、全長350メートル程度の通りであり、毎日午前11時から午後6時までは車両進入禁止の歩行者天国となる。通りに面している店舗の多くは、若者向けの派手なファッション・ブティックで小規模な店舗が多い。数年で入れ替わってしまう店舗が目立つ反面、流行を取り入れながら30年前後看板を守る老舗もある。
竹下通りは個性的なファッションの街として広く知られ、修学旅行生のほか、外国人観光客の訪問も多い。規制（文教地区）によりパチンコ店、ラブホテルなどの風俗店の営業はないものの、1996年（平成8年）頃には風紀の乱れが問題となり、地元有志による浄化活動が行われている。
1990年代からの増田セバスチャンの活動により、「カワイイ」文化の本場として世界的に知られるようになった。増田セバスチャンの思想を受け継ぎ、世界的に有名なポップスターとなった、きゃりーぱみゅぱみゅが育った場所でもある。また、デコラファッションで有名になり、その後原宿KAWAII文化の代表としてSNSで世界的知名度を獲得した紅林大空も輩出している。

## 歴史

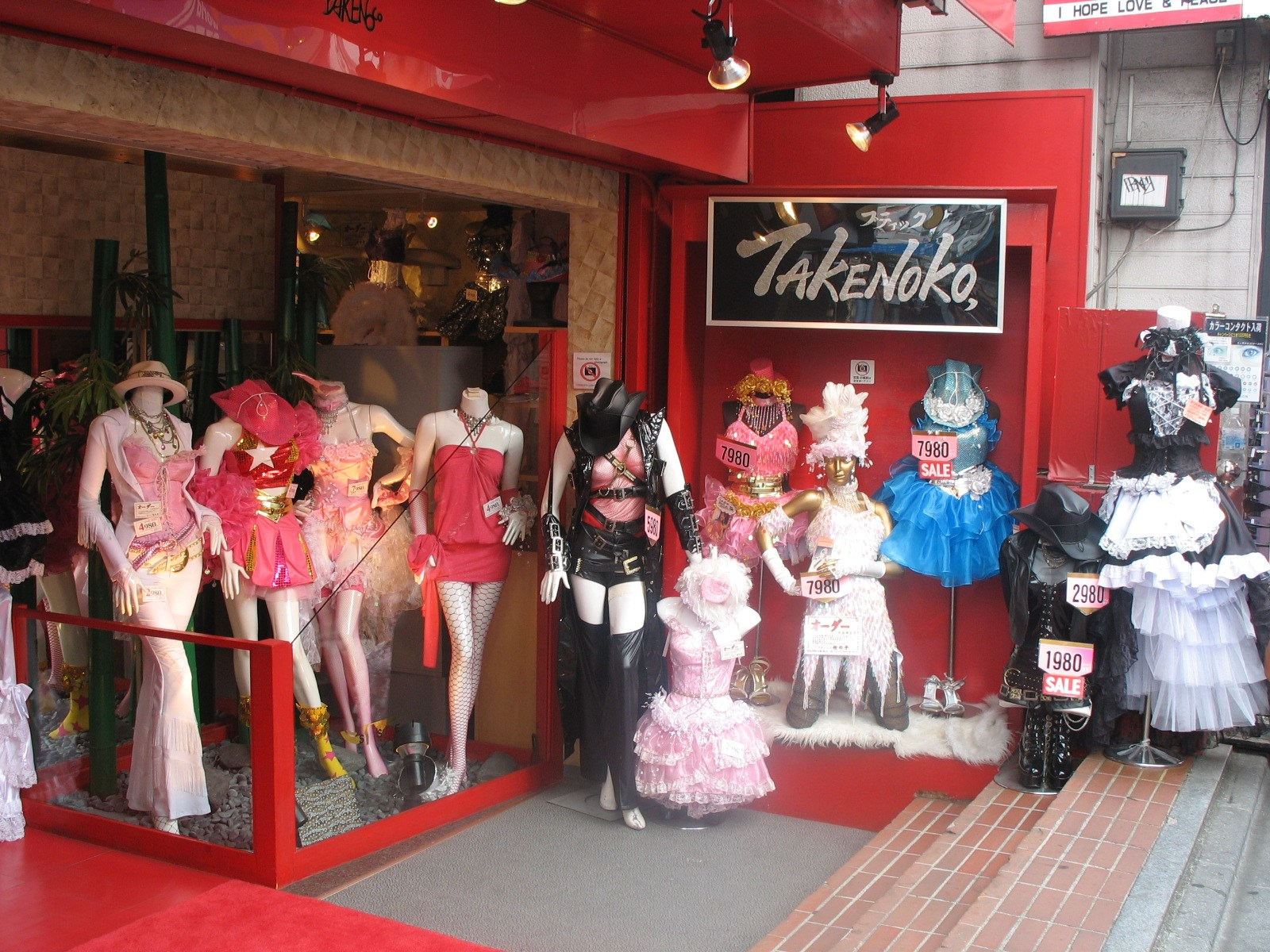
「ブティック・竹の子」（2008年）

1977年（昭和52年）に発足した地元の商店会、原宿竹下通り商店会では、竹下通りの出口である明治通りに複合ビル「パレフランセ」が開業した1974年（昭和49年）を「竹下通り元年」としている。
竹下通りの商店街化は1976年（昭和51年）頃より進み、翌年にはクレープ専門店「マリオンクレープ」や「カフェ・クレープ1号店（竹下通り）」が開店した。当初はあまり売れなかったクレープであるが、メディアで取り上げられるなどして他店も進出、竹下通りや原宿を象徴する商品として人気を得た。
1979年（昭和54年）になると前年に開店した「ブティック・竹の子」で販売された独特の衣装を着用して、近隣の表参道でパフォーマンスをする「竹の子族」が出現した。
1987年（昭和62年）には「タレントショップ」の元祖として、日本テレビが「天才・たけしの元気が出るテレビ!!」の番組グッズを扱う『元気が出るハウス』を開店。その後竹下通り周辺には多くのタレントショップが林立した。1989年（平成元年）の最盛期には竹下で42店舗（原宿地区全体で52店舗）ものタレントショップが営業、京都の嵐山と並ぶタレントショップのメッカとして活況を呈した。
1990年代後半になると、ヒップホップ系や、日本のサブカルチャーとして生まれたゴシック・アンド・ロリータなどの個性的なファッションを好んで着用する若者が多く見られるようになった。2005年（平成17年）頃からは中国人観光客が急増、100円ショップのダイソー竹下通り店やドラッグストア等で日本的なお土産をまとめ買いするなどしている。

### 竹下町
1965年（昭和40年）3月の住居表示実施により現在の（渋谷区）神宮前一丁目に変わるまで竹下通りの左右、原宿駅から明治通りに至る細長い低地部分は「竹下町」（たけしたちょう）という町名であった。
庶民的な住宅地であり海軍大臣米内光政は1940年（昭和15年）の首相就任まで居を構えた。北（千駄ヶ谷方面）は「原宿三丁目」に接し現在もある東郷神社のほか海軍館などの施設や池田邸などの邸宅があった。南（表参道方面）に接する高台は「穏田三丁目」でかつて松平邸などのあった邸宅地であった。
竹下町の一帯は江戸時代、それまでの草深い武蔵野だったものが、大井村からの移住者によって開拓された事に始まり、もともと南豊島郡上渋谷村字竹下という地名であったが、1889年（明治22年）渋谷村が成立すると渋谷村大字上渋谷字竹下となった。1909年（明治42年）、渋谷村の町制施行により渋谷町となったのち1928年（昭和3年）渋谷町による行政地名変更で大字竹下町となった。1932年（昭和7年）に渋谷町が東京市に編入され代々幡町、千駄ヶ谷町と合併し渋谷区が成立するに伴い渋谷区竹下町となった。

## 公式イメージソング
2020年11月9日から11月23日までのGirls²とのコラボ期間、イメージソングとして「#キズナプラス」が抜擢された。

## ギャラリー

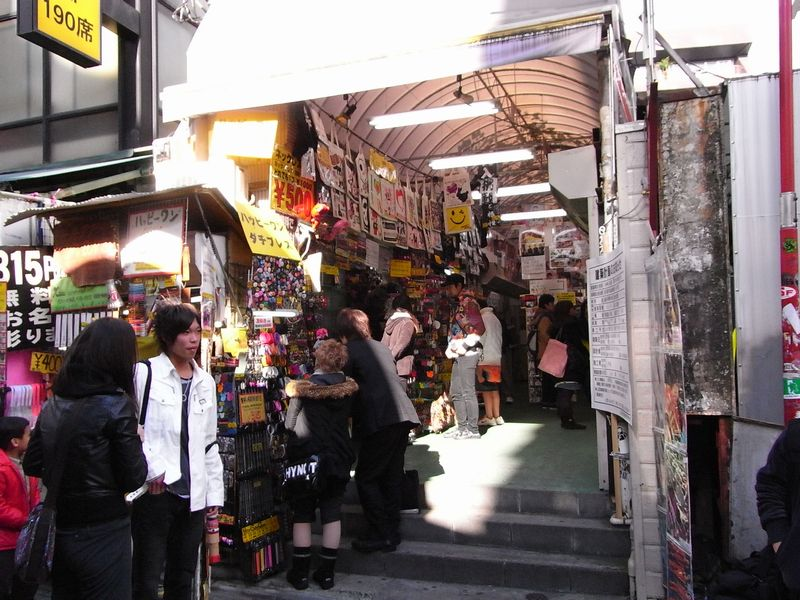
竹下通りの店舗風景（2008年12月6日撮影）
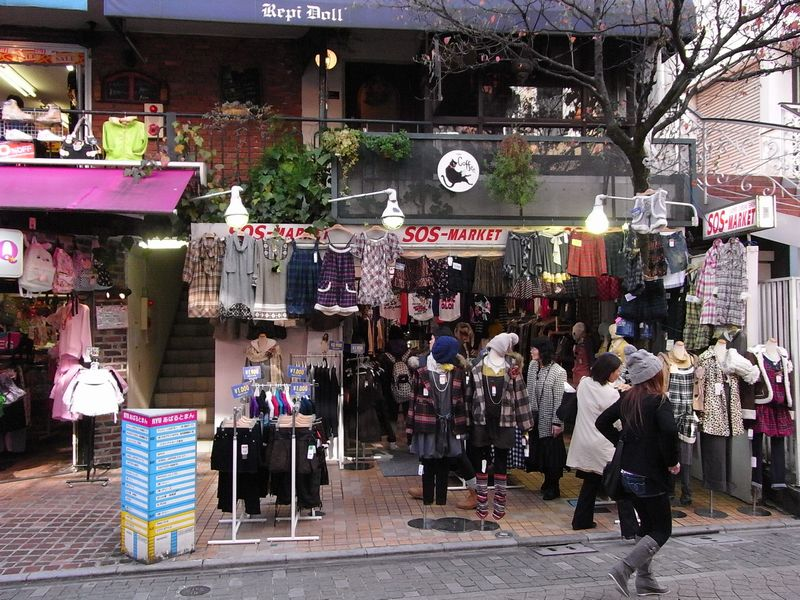
竹下通りの店舗風景（2008年12月6日撮影）
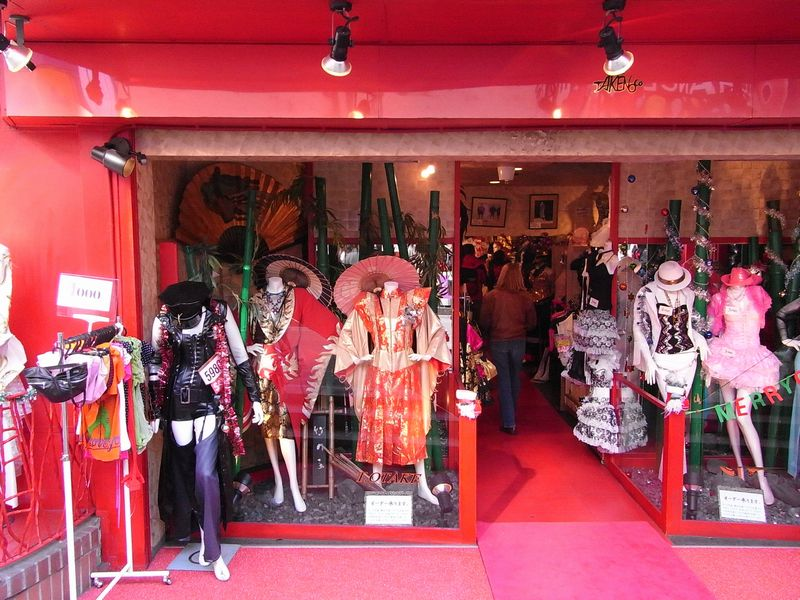
竹下通りの店舗風景（2008年12月6日撮影）
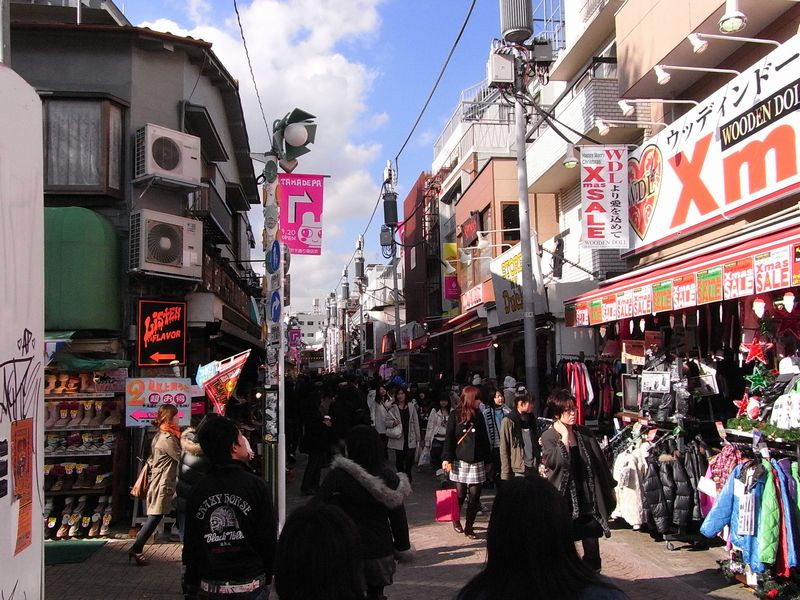
竹下通りの店舗風景（2008年12月6日撮影）
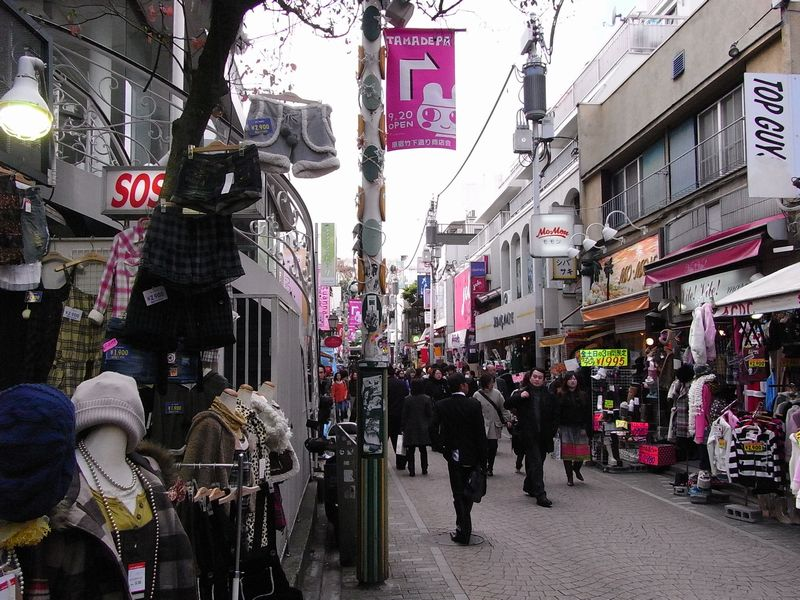
竹下通りの店舗風景（2008年12月6日撮影）
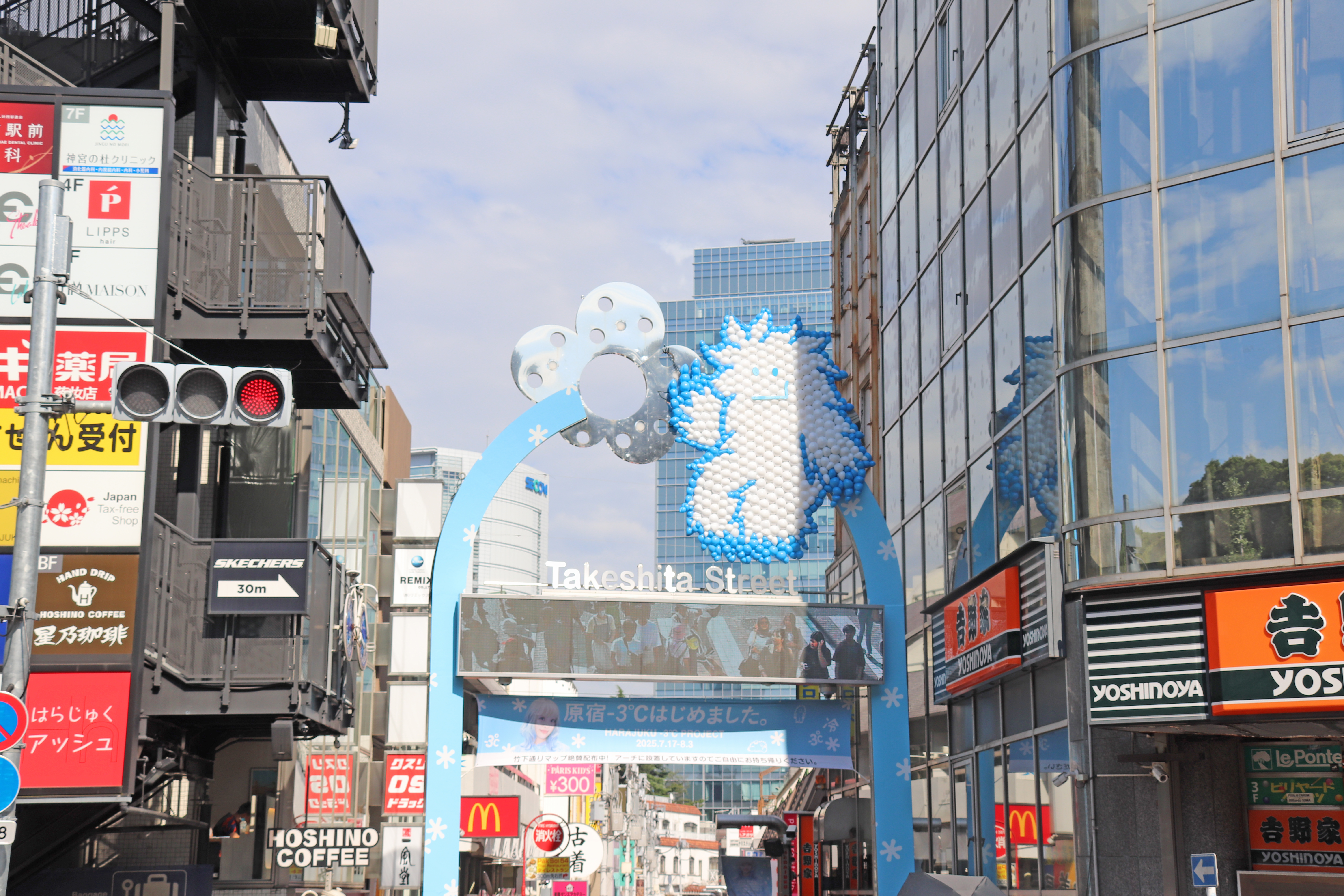
竹下通り（原宿駅側、2025年8月2日撮影）